# John Rogan
Pour les articles homonymes, voir Rogan.
 (octobre 2009).
Si vous disposez d'ouvrages ou d'articles de référence ou si vous connaissez des sites web de qualité traitant du thème abordé ici, merci de compléter l'article en donnant les références utiles à sa vérifiabilité et en les liant à la section « Notes et références ».
John William "bud" Rogan, né le 16 février 1868 à Hendersonville (Tennessee) et mort le 12 septembre 1905 à Gallatin, est un afro-américain connu pour sa très grande taille.

## Biographie
Son développement physique le mettait dans l'incapacité de se tenir debout ; il souffrait de graves ankyloses des genoux et des hanches.
En 1904, John Rogan fut mesuré à 2,67 m pour un poids de 79 kilos seulement ; son extrême maigreur avait alors atteint son point culminant.
Il mourut en 1905, à peine âgé de 37 ans. Il demeura l'homme le plus grand connu de l'histoire jusqu'en 1940, quand Robert Wadlow fut mesuré à 2,72 m.